# Ťia Čching-lin
Ťia Čching-lin (čínsky pchin-jinem Jiǎ Qìnglín, znaky zjednodušené 贾庆林, tradiční 賈慶林; * 13. března 1940) je bývalý čínský komunistický politik, původně inženýr-strojař vstoupil roku 1985 do politiky na provinční úrovni, do vyšších úřadů se propracoval začátkem 90. let jako guvernér Fu-ťienu (1990–1994) a tajemník fuťienského provinčního výboru KS Číny (1993–1996), starosta Pekingu (1996–1999) a tajemník pekingského městského výboru KS Číny (1997–2002). V letech 2003–2013 zastával úřad předsedy celostátního výboru Čínského lidového politického poradního shromáždění. Současně byl dlouholetým členem vedení KS Číny jako člen politbyra (1997–2002) a člen stálého výboru politbyra (2002–2012).

## Život
Ťia Čching-lin se narodil 11. srpna 1938 v okresu Ťiao-che v provincii Che-pej v rolnické rodině. Byl přijat na školu průmyslového managementu v Š’-ťia-čuangu. Od roku 1958 začal studovat konstrukci a výrobu elektrických motorů a spotřebičů na Chepejském technologickém institutu. Po ukončení studia v roce 1962 mu bylo přiděleno místo technika na Prvním ministerstvu strojírenství, zapojil se také do činnosti Komunistického svazu mládeže.
Během kulturní revoluce, v letech 1969–1971 pracoval v jedné ze škol kádrů 7. května v provincii Ťiang-si. V roce 1971 začal pracovat v Úřadu pro výzkum politiky Prvního ministerstva strojírenství. V roce 1973 byl povýšen na vedoucího správy kontroly produkce Prvního ministerstva strojírenství. V roce 1978 byl jmenován generálním ředitelem Čínské národní společnosti pro export a import strojírenské produkce a vybavení. V roce 1983 se stal ředitelem Tchajjüanského závodu těžkého strojírenství.
V rámci širšího celostátního úsilí komunistické strany o získání mladšího a vzdělanějšího sboru funkcionářů v celé zemi vstoupil v roce 1985 do regionální politiky, když byl zvolen zástupcem tajemníka fuťienského provinčního výboru KS Číny. V listopadu 1990 převzal úřad guvernéra Fu-ťienu (do dubna 1994). Na XIV. sjezdu KS Číny v říjnu 1992 byl zvolen členem ústředního výboru. V prosinci 1993 byl zvolen tajemníkem fuťienského provinčního výboru KS Číny (do října 1996). V průběhu první poloviny 90. let Ťia Čching-lin upevnil vztah s tehdejším generálním tajemníkem Ťiang Ce-minem, s nímž se znal už od 70. let z prvního ministerstva strojírenství, a navázal s ním vztah klient-patron.
V říjnu 1996 byl Ťia přeložen do Pekingu, kde zaujal funkci starosty města (du února 1999), a v srpnu 1997 byl povýšen do funkce tajemníka pekingského městského výboru KS Číny (do října 2002). Na XV. sjezdu KS Číny v září 1997 byl zvolen členem politbyra, obvyklý postup pro tajemníka v Pekingu. Ve vedení Pekingu Ťia Čching-lin pomohl Ťiang Ce-minovi konsolidovat politickou scénu města poté, co byl pekingský tajemník Čchen Si-tung sesazen na základě obvinění z korupce.
Na XVI. sjezdu KS Číny v listopadu 2002 byl potvrzen v politbyru a zásluhou podpory Ťiang Ce-mina zvolen i členem stálého výboru politbyra. Již v říjnu 2002 ho v Pekingu nahradil Liou Čchi s tím, že Ťia postoupí do stálého výboru a dostane se mu vyššího úřadu. V březnu 2003 tak byl zvolen předsedou celostátního výboru Čínského lidového politického poradního shromáždění.
Na XVII. sjezdu KS Číny v říjnu 2007 byl potvrzen ve stranických funkcích a v březnu 2008 znovuzvolen předsedou celostátního výboru Čínského lidového politického poradního shromáždění na další funkční období.
Na XVIII. sjezdu KS Číny v listopadu 2012 se vzdal stranických funkcí a úřadů a následně v březnu 2013 odešel z poradního shromáždění do penze. I poté se účastnil různých veřejných akcí.